# Budweiser (Anheuser-Busch)
Ne doit pas être confondu avec les bières tchèques Budweiser Budvar et Budweiser Bier. Pour plus d'informations, voir Budweiser.
La Budweiser est une bière brassée par la société Anheuser-Busch dans la ville de Saint-Louis aux États-Unis puis au Canada.

## Présentation
En 1876, Adolphus Anheuser et Lily Busch créent une bière légère. Ces brasseurs allemands choisissent ce nom tchèque et s'inspirent ouvertement de recettes de bières de Bohême, comme la Budweiser. 

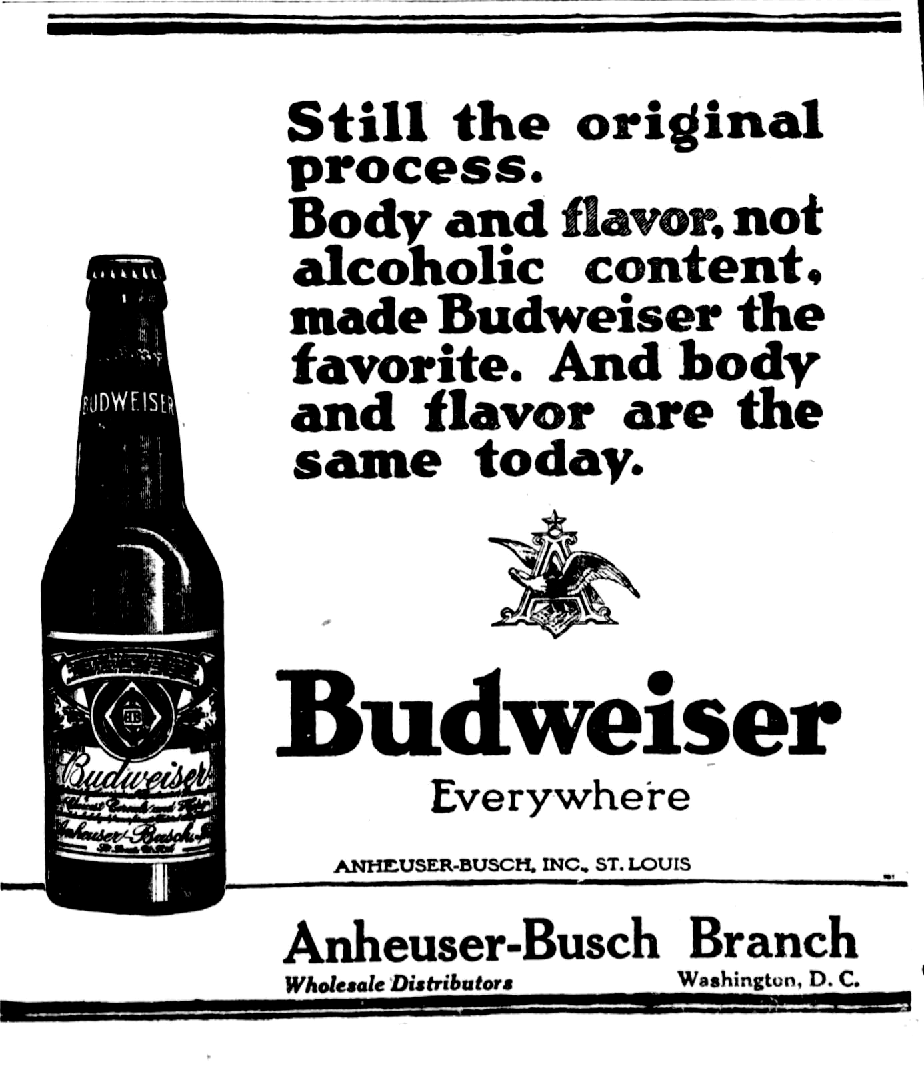
« Toujours le processus original. Le corps et la saveur, pas la teneur en alcool, font de Budweiser la favorite. Et le corps et la saveur sont les mêmes, aujourd'hui. » Publicité de 1922.

Dans les années 1890, cette bière prend l'épithète de King of beers (roi des bières).
Composée de houblon, de malt d'orge et de riz, elle est clarifiée sur un lit de copeaux de hêtre et subit une deuxième fermentation. Titrant à 5° d'alcool, le fabricant recommande de la boire fraîche à 6 °C. 
Souvent considérée comme étant le standard en matière de bière légère, rafraîchissante et peu corsée de style américain, son manque de saveur est, en général, peu apprécié des consommateurs européens.  
En 1980, Anheuser-Busch et la Brasserie Labatt signèrent une entente de 18 ans pour la distribution des produits de « L'Américaine » au Canada. Le procédé brassicole d'Anheuser-Busch ne respectant les normes canadiennes de l'époque (notamment le degré minimal d'alcool pour que la boisson soit appelée bière : 5 %), il fut décidé que la bière serait brassée sur le sol canadien, diminuant, de fait, les coûts de la distribution (aucun traité de libre-échange n'existait alors entre les États-Unis et le Canada). En 1998, cette entente fut reconduite, cette fois à perpétuité. Le goût de la Budweiser canadienne est légèrement différent et un peu plus corsé. 
La contrefaçon alléguée de la bière tchèque de même nom a conduit à de nombreux procès entre les deux brasseries.
La Bud(weiser) d'Anheuser-Busch est la deuxième bière la plus vendue au monde, après la bière chinoise Snow.

## Marketing

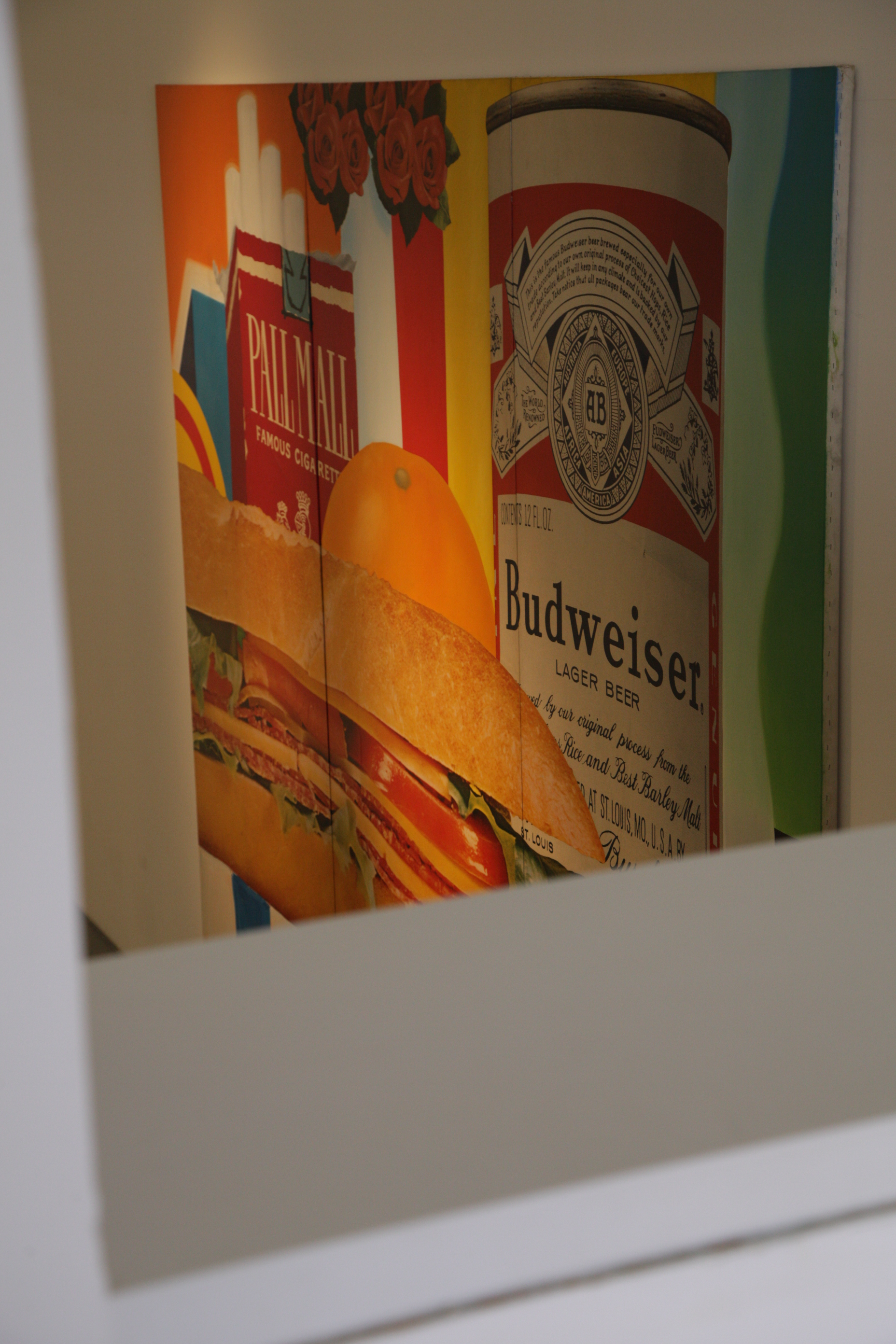
Toile figurant des incontournables américains comme la Budweiser, à droite (musée d'Israël)

Cette marque de bière est à l'origine d'une publicité ayant fait l'objet d'un véritable mème au début des années 2000 : on y voit un échange téléphonique entre quelques personnages désœuvrés dont la conversation se résume à Whassup (parfois orthographié Wazza), déformation de l'anglais What's Up ? (Quoi de neuf ?). Ce mème a été repris par un grand nombre d'internautes dans des vidéos parodiques. Une parodie de cette publicité a aussi été utilisée par le parti démocrate lors de l'Élection présidentielle américaine de 2008, mettant en scène les mêmes personnages à la suite de la guerre d'Irak, de la crise des subprimes et de l'ouragan Katrina.
Cette bière est aussi sponsor de la Coupe du monde de football de 2018. De plus, elle est la marque sponsorisée pour la remise des hommes du match de chaque rencontre de la compétition.
En 2020, pour célébrer les 644 buts de Lionel Messi sous le maillot du Barça, Budweiser a décidé d'offrir au 160 gardiens victimes de la Pulga une bouteille personnalisée pour chaque but encaissé.

## Projets
En 2017, l'entreprise étudie la faisabilité d'un projet de brassage de bière sur Mars. Le 4 décembre 2017, des grains d'orge sont envoyés via un cargo SpaceX vers la station spatiale internationale. Ils doivent y rester environ un mois afin d'étudier leur comportement face aux radiations et à l'absence de gravité.